# ۳۶۵ (عدد)
۳۶۵ (سیصد و شصت و پنج) یک عدد طبیعی است که پس از ۳۶۴ و پیش از ۳۶۶ قرار دارد.